# Яни Хростодоров
Яни Христодоров е български банкер, общественик и дарител на Хасково. Дошъл като учител от гр. Пещера, той се установява в Хасково в края на XIX в. Жени се за Петрула, една от дъщерите на богатия хасковски лихвар Коста Джартов. От брака им се раждат три деца Коста /Кочо/, Христо и Еленка. 
Яни Христодоров поема търговските дела на тъста си, разширил търговията и банкерството и сам станал един от най-богатите хасковски граждани. В семейството обаче едно след друго се заредили черни дни. Най-напред се случила смъртта на първородния син – Кочо, студент в Анверс, последвана от смъртта на майка му. След това туберкулозата покосява последователно другите му две деца Христо и Еленка. От втория си брак с Минка Д. Гьозумова в началото на ХХ в., Яни Христодоров няма деца, затова решил да завещаят всичко, което притежава на града.
В края на живота си, банкерът дарява красивата си къща във възрожденски стил, издигната на ул. „Главна” /дн. ул. „Цар Освободител/ за училище, познато сред тогавашните хасковци като „училище-къща Яни Христодоров”. По-късно, когато общинският съвет приема официално завещанието му, училището става известно като Кирковото училище, на името на даскала, преподавал в него.
След смъртта на Я. Христодоров през 1926 г. Хасковският общински съвет приема изпратеното от нотариата завещание. С него банкерът дарява къщата си с всичките пристройки и дворно място на съпругата си, с изричното заявяване, след нейната смърт тези имоти да преминат в собственост на общината. Волята на дарителя била: Общината да уреди фонд на името на Коста Джартов и Вела Джартова /родителите на първата му съпруга/ и от тази къща да се направи едно старопиталище на тяхно име, където „да прекарват старините си останалите без подкрепа и негодни за работа старци”. Освен този имот, Я. Христодоров завещал на града и двуетажна постройка с два дюкяна в долния етаж, находяща се в градската чаршия, с условие след смъртта на жена му, приходите да се използват за разноски и обзавеждане на старопиталището, което ще се създаде в първия имот. Завещанието още гласяло: „С получените наеми да се образува фонд „Кочо, Христо и Еленка Я. Христодорови”, сумите, от който да се използват за лекуване на болни от туберкулоза хасковски граждани и „да се изпращат в санаториуми и курорти”. И още едно желание имал дарителят – ликът му да бъде поставен „в естествена величина на видно място в общинското управление за сметка на общината”.
1. ↑  Узунова, Веселина. Неразказани истории на хасковските търговци и индустриалци - второ допълнено издание.   София, "Проф. Марин Дринов", септември 2022. ISBN 978-619-245-161-5. с. 361-363.